# Westelijke Oases
De Westelijke oases zijn een aantal oases in de Westelijke Woestijn ten westen van de Nijl in Egypte. Zij danken hun bestaan aan de aanwezigheid van fossiel water van de Nubische zandsteenaquifer onder de woestijn. Dit water stamt grotendeels uit de laatste ijstijd toen de Sahara voor een groot deel een vruchtbaar gebied met aanzienlijke regenval was. In tegenstelling tot de Nijlvallei die regelmatig met overstromingen te kampen had, kon in de oases vrijwel voortdurend bevloeid worden, met rijke oogsten tot gevolg. Hun economisch belang was gebaseerd op de productie van olijven, olijfolie, wijn en dadels en op de exploitatie van natuurlijke hulpbronnen zoals aluin, zout en oker.
Elke oase is anders van karakter vanwege hun gevarieerde landschappen en mate van modernisering. De zeven oases in de Westelijke Woestijn zijn:
- Bahariya
- Dakhla
- Farafra
- El-Fajoem
- Kharga
- Siwa
- Qara

## Geschiedenis
De oases waren al in de predynastische tijd bewoond, en speelden al lang een rol in een netwerk van handelswegen diep Afrika in. Al in de tijd voor de 22e dynastie van Egypte waren zij in handen van de Liboe. De oases beleefden hun grootste bloeitijd in de Ptolemeïsche en Romeinse tijd. Door de komst van de dromedaris – waarschijnlijk in de Perzische tijd – was het veel gemakkelijker geworden om handel te drijven met de buitenwereld en in de Griekse en Romeinse wereld was er veel vraag naar de producten van de oases, vooral wijn, dadels en olijfolie. In de kringen van de rijke wijnhandelaren ontstond een uitgebreide verering van de god Bes. Er zijn uit die tijd veel vergulde mummies gevonden die getuigen van een aanzienlijke welvaart en een vermenging van Griekse en Egyptische culturele elementen.
De oasebewoners waren niet altijd veilig, omdat er nomaden van Libische of Nubische afkomst waren die soms invallen deden. De Romeinen besloten fortificaties te bouwen.

## Galerij

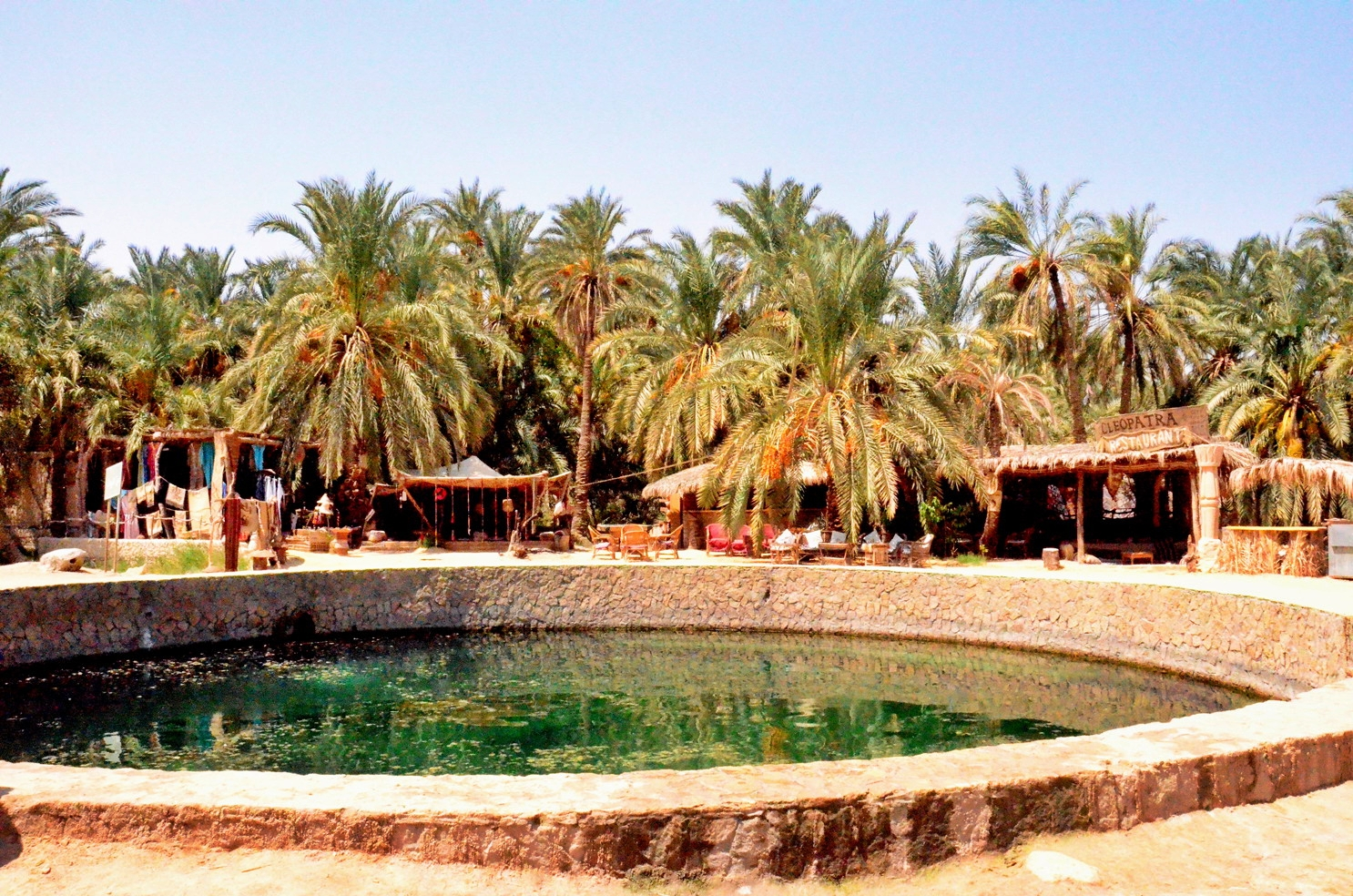
Het "bad van Cleopatra" in Siwa

Bahariya (met de Vallei van de Gouden Mummies)  ·  Dakhla  ·  Farafra  ·  El-Fajoem  ·  Kharga  ·  Siwa